# Quique Sánchez Flores
Enrique Sánchez Flores - alias Quique Sánchez Flores - (Madrid, 5 februari 1965) is een Spaans voetbaltrainer en voormalig voetballer. Van 1987 tot en met 1991 speelde hij vijftien interlands voor het Spaans voetbalelftal.

## Loopbaan als voetballer

### Clubvoetbal
Sánchez Flores speelde als verdediger voor Valencia (1984–1994), Real Madrid (1994–1996) en Real Zaragoza (1996–1997). Met Real Madrid won hij in 1995 de Spaanse landstitel.

### Nationaal elftal
Sánchez Flores speelde vijftien wedstrijden in het Spaans nationaal elftal. Zijn debuut was op 23 september 1987 tegen Luxemburg. Op 20 februari 1991 speelde hij tegen Frankrijk zijn laatste interland. Sánchez Flores behoorde tot de Spaanse selectie voor het WK 1990 in Italië.

## Loopbaan als trainer
Sánchez Flores begon als trainer in de jeugdopleiding van Real Madrid. In 2004 tekende hij een contract als hoofdcoach van Getafe, dat destijds gepromoveerd was naar de Primera División. Nadat Flores met deze club dertiende werd in het seizoen 2004/2005, werd hij aangesteld als trainer bij zijn oude club Valencia. Prijzen wist Sánchez Flores niet te winnen met Valencia en na meerdere conflicten met het clubbestuur werd hij op 29 oktober 2007 ontslagen. Daarna werd hij trainer van Benfica. In 2009 werd hij coach van Atlético Madrid. Daarmee won hij op 12 mei 2010 de eerste editie van de UEFA Europa League.
Sánchez werd in januari 2015 aangesteld als hoofdtrainer van Getafe. Eind februari 2015 stapte hij op om persoonlijke redenen, die hij niet verder toe wilde lichten. Getafe stond op dat moment dertiende in de Primera División. Op vrijdag 5 juni 2015 werd hij aangesteld als hoofdtrainer van het naar de Premier League gepromoveerde Watford. Hij tekende voor twee seizoenen bij de Engelse club, die in het seizoen 2014/15 als tweede was geëindigd in  de EFL Championship onder leiding van Slaviša Jokanović. Onder zijn leiding eindigde de ploeg als dertiende in de Premier League. Ondanks een doorlopend contract maakte de club op 13 mei 2016 bekend dat Sánchez aan het einde van het seizoen zou opstappen. Hij werd opgevolgd door de Italiaan Walter Mazzarri. Op 9 juni 2016 werd bekend dat Sánchez een contract had getekend bij Espanyol. De club uit Barcelona beëindigde zijn contract op 20 april 2018 na tegenvallende resultaten. Op 25 december 2018 werd de Spanjaard aangesteld als trainer van het Chinese Shanghai Greenland Shenhua, in juli 2019 vertrok hij alweer. Op 7 september 2019 volgde hij zijn landgenoot Javi Gracia op bij Watford, die na een tegenvallende seizoensstart de laan uit werd gestuurd. Dit avontuur was van korte duur want op 1 december 2019 werd ook hij ontslagen.
Op 6 oktober 2021 verving hij bij Getafe de ontslagen Míchel, waarmee hij aan zijn derde periode bij Getafe begon. Hij eindigde 15e in zijn eerste seizoen en ook in het tweede seizoen kon hij geen potten breken. Met nog zeven wedstrijden te gaan werd hij ontslagen en vervangen door José Bordalás
In december 2023 werd hij naar het slecht presterende Sevilla gehaald, als vervanger van de Uruguyaanse Diego Alonso

## Erelijst

### Als speler
Valencia
- Segunda División: 1986/87

 Real Madrid
- Primera División: 1994/95

 Spanje onder 21
- UEFA EK onder 21: 1986

### Als trainer
Benfica
- Taça da Liga: 2008/09

 Atlético Madrid
- UEFA Europa League: 2009/10
- UEFA Super Cup: 2010

 Al-Ahli
- UAE League Cup: 2011/12
- UAE President's Cup: 2012/13

 Al-Ain
- UAE President's Cup: 2013/14

### Individueel als trainer
- Premier League – Manager of the Month: december 2015

## Persoonlijk
- Zijn vader Isidro was eveneens voetballer en trainer. Hij is de neef van flamencodanseres en -zangeres Lola Flores.